# Boldklubben 09
Boldklubben 09 (B 09) var en fodboldklub i Valby i København, som blev stiftet i 2009. Klubben startede sin turneringshistorie i forårssæsonen 2009 i KBU's serie 5, som holdet vandt og dermed rykkede det op i serie 4. Sæsonen efter vandt holdet ligeledes sin række og rykkede dermed op i serie 3, hvor klubben forblev i resten af sin levetid. Klubbens turneringsaktiviteter ophørte i 2013.
Klubben havde hjemmebane i Valby Idrætspark og spillede i lyseblå trøjer, sorte bukser og hvide strømper.

## Sæsoner
| Sæson        | Liga                   | Plac. | K  | V  | U | T  | Mål   | P  | Kommentar             | Ref.  |
| ------------ | ---------------------- | ----- | -- | -- | - | -- | ----- | -- | --------------------- | ----- |
| Forår 2009   | KBU Serie 5, pulje 17A | 1/10  | 9  | 8  | 0 | 1  | 64-19 | 24 | Oprykning til serie 4 | [ 1 ] |
| 2009-10      | KBU Serie 4, pulje 12  | 1/12  | 22 | 16 | 4 | 2  | 74-39 | 52 | Oprykning til serie 3 | [ 2 ] |
| Efterår 2010 | KBU Serie 3, pulje 7   | 11/14 | 13 | 3  | 2 | 8  | 31-45 | 11 |                       | [ 3 ] |
| Forår 2011   | KBU Serie 3, pulje 7   | 11/14 | 13 | 5  | 2 | 6  | 64-83 | 28 |                       | [ 5 ] |
| 2011-12      | KBU Serie 3, pulje 7   | 12/13 | 24 | 5  | 1 | 18 | 31-72 | 16 |                       | [ 6 ] |
| 2012-13      | KBU Serie 3, pulje 7   | 11/14 | 26 | 8  | 0 | 18 | 48-78 | 24 |                       | [ 7 ] |